# Olbus sparassoides
Espèce
Synonymes
- Olios sparassoides Nicolet, 1849

Olbus sparassoides est une espèce d'araignées aranéomorphes de la famille des Corinnidae.

## Distribution
Cette espèce est endémique du Chili. Elle se rencontre dans les régions du Maule, du Biobío et d'Araucanie.

## Description
Le mâle décrit par Ramírez, Lopardo et Bonaldo en 2001 mesure 6,06 mm et la femelle 8,40 mm.

## Publication originale
- Nicolet, 1849 : Aracnidos. Historia física y política de Chile. Zoología, vol. 3, p. 319-543.